# Домінго-Гарсія (Сеговія)
Домінго-Гарсія (ісп. Domingo García) — муніципалітет в Іспанії, у складі автономної спільноти Кастилія-і-Леон, у провінції Сеговія. Населення — 42 особи (2010).
Муніципалітет розташований на відстані близько 95 км на північний захід від Мадрида, 28 км на північний захід від Сеговії.

## Демографія
Динаміка населення (INE ):